# Selernica
Selernica (Cnidium Cusson ex Juss.) – rodzaj roślin należący do rodziny selerowatych. Obejmuje w zależności od ujęcia od 5 do ok. 10 gatunków. Takson jest problematyczny – przynajmniej w tradycyjnym, szerokim ujęciu jest polifiletyczny. Wyłączono z niego m.in. rodzaj Kadenia wraz z gatunkiem będącym jedynym przedstawicielem rodzaju w tradycyjnym ujęciu rosnącym w Polsce – selernicą żyłkowaną (Cnidium dubium ≡ Kadenia dubia).

## Morfologia
PokrójRośliny zielne (roczne, dwuletnie i byliny), o pędach nagich lub szorstkich.
LiścieBlaszka liściowa dwu- lub trzykrotnie pierzastozłożona lub trójlistkowa. Odcinki liści równowąskie do jajowatych, głęboko klapowane.
KwiatyZebrane w baldachy, pod którymi pokrywy i pokrywki są nitkowate, szydlaste lub lancetowate, zwykle biało obrzeżone. Liczba promieni w baldachach i baldaszkach różna – od kilku do wielu. Kwiaty są drobne, o białych płatkach korony.
OwoceRozłupki nagie lub brodawkowate, żeberkowane i nieco spłaszczone.

## Systematyka
Pozycja systematyczna
Rodzaj w obrębie rodziny selerowatych (baldaszkowatych) Apiaceae klasyfikowany jest do podrodziny Apioideae, plemienia Selineae.
Wykaz gatunków
- Cnidium bhutanicum M.F.Watson
- Cnidium cnidiifolium (Turcz.) Schischk.
- Cnidium dauricum (Jacq.) Fisch. & C.A.Mey.
- Cnidium divaricatum (Jacq.) Ledeb.
- Cnidium japonicum Miq.
- Cnidium monnieri (L.) Cusson
- Cnidium silaifolium (Jacq.) Simonk.
- Cnidium warburgii H.Wolff